# 遁村洞駅
遁村洞駅（トゥンチョンドンえき）は大韓民国ソウル特別市江東区城内洞にある、ソウル交通公社5号線（馬川支線）の駅である。駅番号はP549。

## 歴史
- 1996年3月30日 - ソウル特別市都市鉄道公社（当時）5号線の駅として開業。
- 2017年5月31日 - ソウル特別市都市鉄道公社とソウルメトロが統合され、ソウル交通公社の駅となる。

## 駅構造

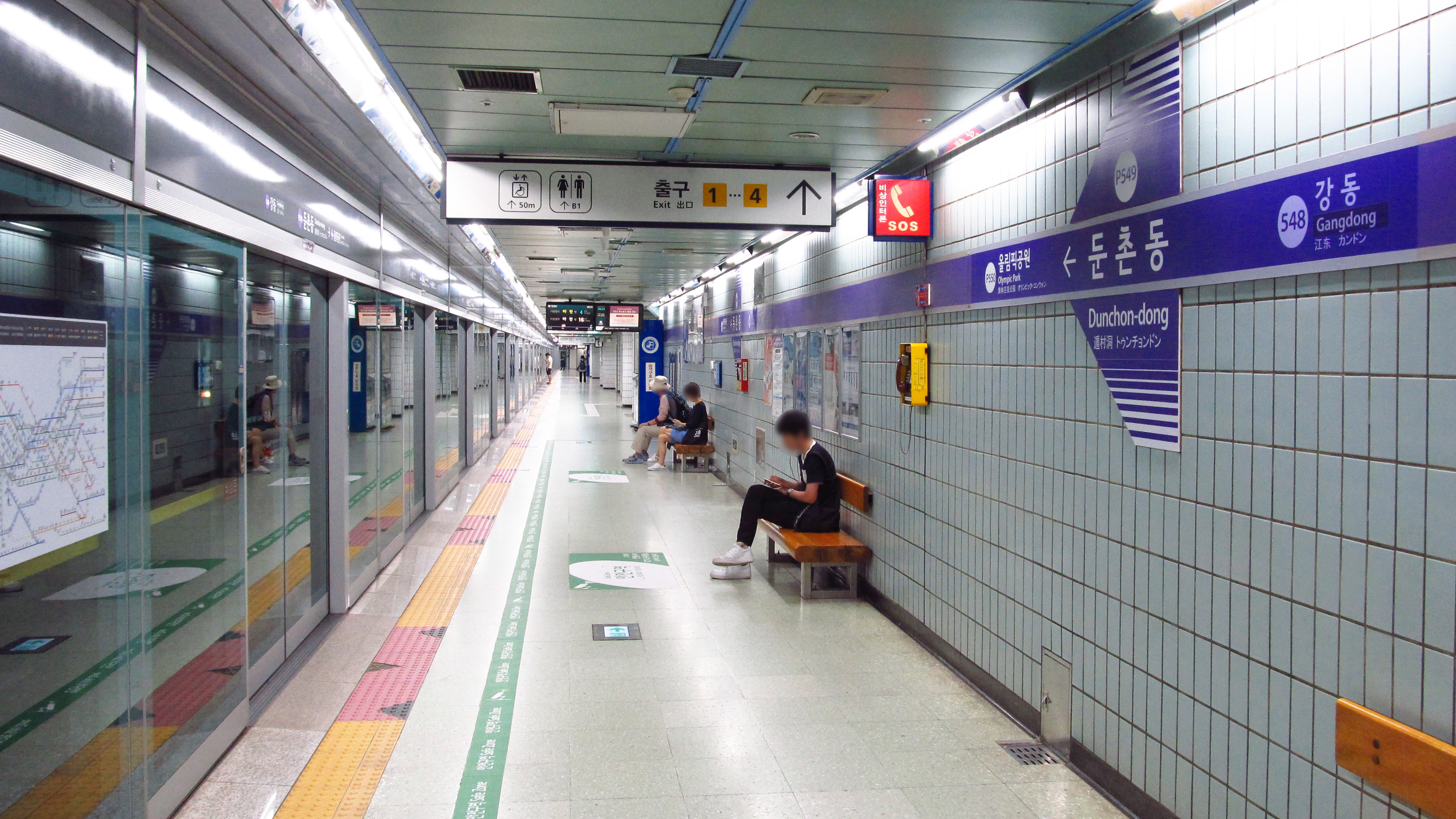
プラットホーム

相対式ホーム2面2線の地下駅。

### のりば
案内上ののりば番号は設定されていない。
| 上り | 5号線 | 江東・往十里・汝矣島・傍花方面   |
| 下り | 5号線 | オリンピック公園・梧琴・馬川方面 |

## 利用状況
近年の一日平均利用人員推移は下記のとおり。
| 路線  | 路線     | 2000年 | 2001年 | 2002年 | 2003年 | 2004年 | 2005年 | 2006年 | 2007年 | 2008年 | 2009年 | 出典  |
| ----- | -------- | ------ | ------ | ------ | ------ | ------ | ------ | ------ | ------ | ------ | ------ | ----- |
| 5号線 | 乗車人員 | 12,553 | 13,699 | 14,026 | 13,810 | 13,677 | 13,777 | 13,127 | 12,523 | 12,143 | 11,921 | [ 1 ] |
| 5号線 | 降車人員 | 12,115 | 13,266 | 13,753 | 13,662 | 13,418 | 13,592 | 12,900 | 12,487 | 12,112 | 11,898 | [ 1 ] |
| 5号線 | 乗降人員 | 24,668 | 26,965 | 27,778 | 27,472 | 27,096 | 27,369 | 26,027 | 25,011 | 24,255 | 23,818 | [ 1 ] |
| 路線  | 路線     | 2010年 | 2011年 | 2012年 | 2013年 | 2014年 | 2015年 | 2016年 |        |        |        | [ 1 ] |
| 5号線 | 乗車人員 | 13,014 | 13,607 | 13,839 | 13,929 | 13,750 | 13,510 | 13,204 |        |        |        | [ 1 ] |
| 5号線 | 降車人員 | 12,943 | 13,475 | 13,752 | 13,853 | 13,761 | 13,462 | 13,044 |        |        |        | [ 1 ] |
| 5号線 | 乗降人員 | 25,957 | 27,083 | 27,591 | 27,782 | 27,511 | 26,972 | 26,248 |        |        |        | [ 1 ] |

## 駅周辺
- 中央報勲病院（朝鮮語版） - 東へ約1km。徒歩20分。
- 城内3洞住民センター
- ソウル城内洞郵便局
- 遁村高等学校（朝鮮語版）
- 遁村中学校（朝鮮語版）
- 漢山中学校（朝鮮語版）
- ソウル漢山初等学校（朝鮮語版）
- 東北高等学校
- 城内中学校（朝鮮語版）

## 隣の駅
ソウル交通公社
 5号線（馬川支線）
江東駅 (548) - 遁村洞駅 (P549) - オリンピック公園駅 (P550)